# Charles Robert Knight
Charles Robert Knight (21. října 1874 – 15. května 1953) byl americký malíř a umělec. Ačkoliv maloval i současnou přírodu nebo dokonce bankovky, nejvíce známé jsou jeho obrazy dinosaurů a jiných prehistorických zvířat (tedy z kategorie tzv. paleoartu). Jeho dílo byla použito v mnoha knihách jako ilustrace a rovněž jeho obrazy jsou vystavovány v mnoha museích ve Spojených státech.

## Život a dílo
Knight projevoval značný zájem o živou přírodu již od útlého dětství. Projevoval také neobyčejný malířský talent a již ve svých 16 letech pracoval pro soukromou dekorátérkou firmu. Koncem 90. let 19. století se přeorientoval na tvorbu paleontologických rekonstrukcí a začal spolupracovat s americkým přírodovědeckým muzeem. Pracoval pro něj až do 30. let minulého století a vytvořil zde řadu proslulých obrazů. Za Knightova "následovníka" je všeobecně považován český výtvarník Zdeněk Burian (1905-1981).